# Roklanská hájovna
Roklanská hájovna (též Podroklanská hájenka, Rokelská chalupa, Chata pod Roklanem, Roklanská bouda, Rachelhaus, Rachelhutte) byla hájovna nacházející se na tzv. Podroklanské mýtině uprostřed Modravských slatí v současném Národním parku Šumava, nedaleko státní hranice s Německem.

## Poloha
Hájovna se nacházela v Roklanském lese, v nadmořské výšce 1185 metrů, na levém břehu Roklanského potoka, 1 km jižně od vrcholu Medvědí hory. Na západě ji obklopovala hraniční část Modravských slatí, historickými prameny označovaná Kaltstaudenské slatě. Jižně od zaniklé Roklanské hájovny leží další ze slatí, Vrchová a na východě pak rozlehlé Novohuťské močály.

## Historie
Již v 9. století se na Roklanském potoku a jeho přítocích těžilo zlato. Poté, co v roce 1799 získal panství Prášily Josef II. ze Schwarzenbergu, nechal vybudovat Vchynicko-tetovský plavební kanál, aby bylo možné ze Šumavy splavováním dopravit dřevo do vnitrozemí. K těmto účelům byl na jihovýchodním úpatí vrcholu Medvědí hory, v místech Mlýnské slatě, přehrazen Roklanský potok 45 metrů dlouhou hliněnou hrází vyztuženou dřevěnými piloty. Tato hráz vytvořila 4 metry hlubokou Roklanskou nádrž, jejíž voda se používala ke splavování dřeva. V roce 1804 byla u Roklanské hráze postavena chalupa, kterou obýval rybníkář. Chalupa rybníkáře zůstala podřízena Prášilskému panství až do poloviny 19. století, ale již na počátku 19. století bylo dřeva z těchto oblastí tolik, že byly založeny dřevařské osady Josefstadt a Březník.
Po zrušení patrimoniální správy byla od roku 1850 chalupa v majetku obce Prášily a podíl měla i obec Stadlern v soudním okrese Hartmanice. Od roku 1868 patřila okresnímu hejtmanství v Sušici a začala sloužit jako myslivna, ale následující rok začala sloužit jako hájovna a začala se nazývat Roklanskou hájovnou. V tomto roce byl totiž v Roklanské hájovně zřízen okresní lesní úřad pro Roklanský les, který tím byl vyčleněn z lesní správy na Březníku, kde od roku 1832 zastával úřad lesníka Augustin Trampus. Na Roklanské hájence byl prvním okresním lesníkem a revírníkem jeho syn Josef Trampus, který se s rodinou do Roklanské hájovny nastěhoval. Hájovna v té době nabízela i občerstvení a nocleh výletníkům. Tehdy v ní žilo dvanáct lidí. Větrné polomy v letech 1868 a 1870 zničily velkou část mohutných stromů a tak práce bylo dostatek. V roce 1910 v hájovně žilo jedenáct lidí. V roce 1924 se Filipova Huť, Preisleiten, Březník, Modrava a Roklanská hájovna odtrhly od Prášil a vytvořily vlastní komunitu, která zpočátku nesla název Preisleiten. V roce 1934 byl název obce změněn na Filipovu Huť.
Rostoucí turistický ruch a nedostatečná kapacita hájenky přiměly Klub českých turistů v roce 1936 k výstavbě Roklanské chaty podle plánů sušického stavitele Karla Houry jako ubytovny hned vedle hájovny. Chata byla otevřena v roce 1937 a stala se hlavním českým výchozím bodem k výletům na Roklan.
Po Mnichovské dohodě byla celá oblast připojena k Německé říši. Od roku 1939 do roku 1945 patřilo území do bavorského okresu Bergreichenstein. Po druhé světové válce byli německy mluvící obyvatelé odsunuti. Stará Roklanská hájenka další období nepřežila. Noviny Nový den ze dne 8. října a 7. prosince 1946 píší o staré Roklanské chatě (hájovně), která vyhořela a přetrvaly z ní jen sutiny se zbylým komínem.
Po roce 1948 se území ocitlo v nepřístupném pásmu železné opony. Na základech hájovny na podzim roku 1950 byla postavena rota Pohraniční stráže. Když se v Roklanské nádrži utopil voják z pohraniční stráže, došlo k odstřelení její hráze. Pohraniční rota Roklan byla zrušena v roce 1963 a v krajině její zbytky nejsou patrné. 

## Odraz v literatuře
Život na Podroklanské hájence zachytil spisovatel Karel Klostermann v knize Ze světa lesních samot.